# Pannonhalma
Pannonhalma, până în 1965 Győrszentmárton, (în germană Martinsberg) este un oraș din Ungaria, județul Győr-Moson-Sopron.
Abația benedictină din Pannonhalma a fost înscrisă în anul 1996 pe lista patrimoniului cultural mondial UNESCO.

## Demografie
Componența etnică a orașului Pannonhalma
     Maghiari (95,67%)
     Romi (1,57%)
     Germani (1,19%)
     Necunoscut (0,99%)
     Alții (0,58%)
Componența confesională a orașului Pannonhalma
     Romano-catolici (62,37%)
     Fără religie (4,85%)
     Reformați (2,16%)
     Necunoscută (29,2%)
     Alte religii (3,31%)
Conform recensământului din 2011, orașul Pannonhalma avea 3.380 de locuitori. Din punct de vedere etnic, majoritatea locuitorilor (95,67%) erau maghiari, existând și minorități de romi (1,57%) și germani (1,19%). Apartenența etnică nu este cunoscută în cazul a 0,99% din locuitori.  Din punct de vedere confesional, majoritatea locuitorilor (62,37%) erau romano-catolici, existând și minorități de persoane fără religie (4,85%) și reformați (2,16%). Pentru 29,2% din locuitori nu este cunoscută apartenența confesională.